# Židovský hřbitov ve Zlonicích
Židovský hřbitov ve Zlonicích byl založen asi v 17. století. Leží jihovýchodně od městyse při silnici do Beřovic. Na pozemku o rozloze 1 709 m² je zachováno asi 120 převážně pískovcových náhrobků. Hřbitov je chráněn jako kulturní památka České republiky.